# 마스터스 오브 디 에어
《마스터스 오브 디 에어》(영어: Masters of the Air)는 애플 TV+에서 2024년 1월부터 방영된 미국의 전쟁 드라마이다. 제2차 세계 대전 시기 미국 육군 항공대 제100폭격비행단을 다룬 작품이다.